# Аушигерська ГЕС
Аушигерська ГЕС — гідроелектростанція в Кабардино-Балкарії. Знаходячись між Кашхатау ГЕС (вище за течією) та Зарагіжською ГЕС (30,6 МВт), входить до складу каскаду на річці Черек, правій притоці Баксана, який, своєю чергою, є правою притокою Малки (головний лівий доплив Тереку).
Дериваційна траса станції починається від зведеної на Череку водозабірної бетонної греблі висотою 14 м та довжиною 154 м, що утримує водосховище з площею поверхні 0,36 км2 та об'ємом 1,4 млн м3 (корисний об'єм 0,9 млн м3). Зі сховища по правобережжю прокладено канал довжиною 6,2 км, до якого майже на самому початку приєднується відвідний канал Кашхатау ГЕС (саме з нього в нормальному операційному режимі надходить ресурс для роботи станції). Після верхнього балансувального басейну площею 0,05 км2 починається напірний водовід довжиною 0,6 км з діаметром 4,4 м.
Машинний зал обладнали трьома турбінами типу Френсіс потужністю по 45 МВт. Вони використовують напір у 91 м та забезпечують виробництво 241 млн кВт·год електроенергії на рік.
Відпрацьована вода повертається в річку по відвідному каналу довжиною 2,3 км.
Видача продукції відбувається по ЛЕП, розрахованій на роботу під напругою 110 кВ.